# Суперкубок Беларуси по мини-футболу
Суперкубок Белоруссии по мини-футболу — мини-футбольное соревнование в Белоруссии, проводимое перед началом мини-футбольного сезона и состоящее из одного матча между победителем Чемпионата Белоруссии и обладателем Кубка Белоруссии предыдущего сезона.

## История
Впервые проводился в 2003 году. Почётный трофей оспаривали действующие чемпион страны фанипольский «Дорожник» и обладатель национального Кубка минский МАПИД. В дополнительное время победу одержала столичная команда (2:1), «золотой гол» на счету Александра Комарова.
Проведение турнира не получило большой поддержки, и в последующие годы Суперкубок отсутствовал в календаре сезона. Ассоциация мини-футбола несколько раз возвращалась к идее возобновления розыгрыша Суперкубка. Так, в 2007 году должны были встретиться чемпион Белоруссии МАПИД и обладатель Кубка «Дорожник», а в 2013 году был запланирован поединок между чемпионом «Витэном» и обладателем Кубка МАПИДом. Однако, все эти планы так и остались нереализованными.
Спустя 11 лет, в 2014 году, розыгрыш Суперкубка был возобновлён.

## Результаты
| Сезон         | Победитель        | Счёт                 | Финалист            |
| ------------- | ----------------- | -------------------- | ------------------- |
| 2003          | МАПИД (Минск)     | 2:1 д. в.            | Дорожник (Фаниполь) |
| не проводился |                   |                      |                     |
| 2014          | Столица (Минск)   | 5:3                  | БЧ (Гомель)         |
| 2015          | Лидсельмаш (Лида) | 9:4                  | Столица (Минск)     |
| 2016          | Лидсельмаш (Лида) | 4:3 д. в.            | МАПИД (Минск)       |
| 2017          | Дорожник (Минск)  | 2:2 д. в. (пен. 7:6) | Столица (Минск)     |
| 2018          | Витэн (Орша)      | 3:2                  | Лидсельмаш (Лида)   |

## Подробности
| МАПИД                     | 2:1 (0:1, 1:0, 1:0) (доп. вр.) | Дорожник     |
| ------------------------- | ------------------------------ | ------------ |
| Елисеев 22′ · Комаров 43′ | Отчёт                          | Кузнецов 20′ |

| Столица                                                    | 5:3 (4:1, 1:2) | БЧ                                         |
| ---------------------------------------------------------- | -------------- | ------------------------------------------ |
| Гуменюк 6′ · Горбенко 12′, 29′ · Ивашко 17′ · Кузнецов 19′ | Отчёт          | Черниенко 10′ · Вершинин 27′ · Шулькин 40′ |

| Лидсельмаш                                                                                     | 9:4 (3:2, 6:2) | Столица                                  |
| ---------------------------------------------------------------------------------------------- | -------------- | ---------------------------------------- |
| Гончаров 6′ · Чеховский 12′, 26′, 40′ · Рось 19′ · Жигалко 21′, 27′ · Горошко 33′ · Иванов 40′ | Отчёт          | Черник 1′, 26′ · Юнаков 8′ · Кравцов 36′ |

| Лидсельмаш                                             | 4:3 (2:1, 0:1, 2:1) (доп. вр.) | МАПИД                       |
| ------------------------------------------------------ | ------------------------------ | --------------------------- |
| Горошко 11′ · Жигалко 14′ · Камеко 43′ · Чеховский 46′ | Отчёт                          | Грицук 15′ · Казак 34′, 42′ |

| Дорожник                                                                    | 2:2 (0:0, 2:2, 0:0) (доп. вр.) | Столица                                                                 |
| --------------------------------------------------------------------------- | ------------------------------ | ----------------------------------------------------------------------- |
| Шиловский 22′ · Скварчевский 23′                                            | Отчёт                          | Черник 26′ · Морено 39′                                                 |
| Пенальти                                                                    |                                |                                                                         |
| Скварчевский · Лушковский · Чеховский · Ивашко · Юрага · Шиловский · Гайдук | 7:6                            | Королишин · Н. Грицына · Морено · Рабыко · Черник · Щербич · М. Грицына |

| Витэн                                    | 3:2 (1:1, 2:1) | Лидсельмаш             |
| ---------------------------------------- | -------------- | ---------------------- |
| Козел 17′ · Силивончик 23′ · Гусаков 28′ | Отчёт          | Жигалко 20′ · Рось 39′ |

## Тренеры-победители
| Сезон | Клуб       | Тренер           |
| ----- | ---------- | ---------------- |
| 2003  | МАПИД      | Игорь Зартайский |
| 2014  | Столица    | Владимир Левус   |
| 2015  | Лидсельмаш | Виктор Тарчило   |
| 2016  | Лидсельмаш | Виктор Тарчило   |
| 2017  | Дорожник   | Валерий Досько   |
| 2018  | Витэн      | Алексей Попов    |

## Достижения
| Клуб       | Победы     | Поражения  |
| ---------- | ---------- | ---------- |
| Лидсельмаш | 2015, 2016 | 2018       |
| Витэн      | 2018       | —          |
| Дорожник   | 2017       | 2003       |
| Столица    | 2014       | 2015, 2017 |
| МАПИД      | 2003       | 2016       |
| БЧ         | —          | 2014       |

| Тренер              | Победы     | Поражения |
| ------------------- | ---------- | --------- |
| Виктор Тарчило      | 2015, 2016 | 2018      |
| Алексей Попов       | 2018       | 2016      |
| Валерий Досько      | 2017       | 2003      |
| Владимир Левус      | 2014       | 2015      |
| Игорь Зартайский    | 2003       | —         |
| Андрей Толмач       | —          | 2017      |
| Александр Даниленко | —          | 2014      |